# La Bande à Bobo
Pour plus de détails, voir Fiche technique et Distribution.
La Bande à Bobo est un film français réalisé par Tony Saytor, sorti en 1963.

## Synopsis
À Castallet, un village de Provence, les chats pullulent et perturbent la tranquillité des habitants. La municipalité décide de se débarrasser de ces félins trop envahissants, mais un groupe d'enfants surnommé « la bande à Bobo » prend leur défense.

## Fiche technique
- Titre français : La Bande à Bobo
- Réalisation : Tony Saytor
- Scénario : Richard Winckler et Jean Dalten
- Photographie : Henri Raichi
- Son : Marcel Royné
- Musique : Jean-Marie Le Guen
- Pays d'origine : France
- Format : Noir et blanc
- Genre : Comédie
- Date de sortie : 11 décembre 1963 à Nice

## Distribution
- Armand Bernard : Antoine
- Mario David : le pompier
- Jean-Jacques Delbo
- Jean-Pascal Duffard : Bobo
- Michel Galabru : Bourrache
- Henry Houry : le comte
- Gaby Morlay : Comtesse del Mariano
- Jean Panisse
- Pierre Repp : Spiguy
- Fernand Sardou : le maire
- Jackie Sardou
- Dominique Zardi